# Lophotidae
Lophotidae (Lintvissen) zijn een familie van straalvinnige vissen uit de orde van Koningsvissen (Lampriformes).

## Geslachten
- Eumecichthys Regan, 1907
- Lophotus Giorna, 1809